# Mydriatica
Mydriatica zijn oogdruppels die pupilverwijding (mydriase) veroorzaken. In de oogheelkunde wordt op basis van de neurologische werking onderscheid gemaakt tussen parasympathicolytica en sympathicomimetica.
- Onder de parasympathicolytica vallen oogdruppels die pupilverwijding veroorzaken door verlamming van de musculus sphincter pupillae. Voorbeelden hiervan zijn tropicamide, atropine, cyclopentolaat en homatropine. Parasympathicolytica hebben ook een werking op de accommodatiespier van de ooglens, doordat de parasympathicus ook het corpus ciliare stimuleert. Bij remming van deze spier ontstaat ontspanning wat cycloplegie tot gevolg heeft, de toestand waarin de ooglens ontspannen is.
- Onder de sympathicomimetica vallen de druppels die pupilverwijding faciliteren door activatie van de musculus dilatator pupillae. Een voorbeeld hiervan is fenylefrine. Dit middel grijpt aan op de α-1-receptoren, wat vasoconstrictie tot gevolg heeft, maar geen cycloplegie. Bepaalde oogdruppels voor glaucoom behoren ook tot de sympathicomimetica, maar hebben nauwelijks effect op de pupilgrootte.